# Pharaphodius congolanus
Pharaphodius congolanus är en skalbaggsart som beskrevs av S. Endrödi 1964. Pharaphodius congolanus ingår i släktet Pharaphodius och familjen Aphodiidae. Inga underarter finns listade i Catalogue of Life.